# ルクラ (ネパール)
ルクラ（ネパール語: लुक्ला、英語: Lukla）は、ネパール北東部のサガルマタ県、ソルクンブ郡、クンブ地方にある町である。町は標高2,860メートル (9,383 ft)に位置しており、エベレストに近いヒマラヤ山脈へ向かう観光客の到着地として一般的である。ルクラは、「多くのヤギやヒツジのいる場所」を意味しているが、最近ではほとんどこの地域で見ることができない。
ルクラには、地域に貢献する小さな空港が存在する。観光客・旅行者に対応し、欧米の食事を提供する店、ロッジがあり、道も整備されている。
興味深い村や、高度の変化に慣らすため、ルクラからナムチェバザールへ行くまで、旅行者の多くは2日間かかる。

## 空港
ルクラには、テンジン・ヒラリー空港が存在する。天候が良好であれば、ドルニエとツイン・オッターが、ルクラとカトマンズの間で、日中に頻繁なフライトを行っている。人身災害や危険な天候のため、空港には非常に短く険しい臨時滑走路がある。空港は、世界で最も危険な空港とされていた。